# Свинтила
Свинтила (умер между 633 и 635) — король вестготов в 621—631 годах.

## Правление

### Происхождение
По некоторым данным, достоверность которых поддерживается не всеми медиевистами, Свинтила был сыном Реккареда I и его жены Баддо.
Предположение некоторых историков, что Свинтила был женат на Теодоре, дочери Сисебута и сестре Реккареда II, не подтверждено современными ему документами.
Свинтила был возведён Сисебутом в ранг герцога (то есть полководца). Будучи военачальником, при короле Сисебуте, он воевал с византийцами, захватил византийские крепости и победил рукконов (русконов).
После смерти Реккареда II был провозглашён королём.

### Личные качества короля
По словам Исидора Севильского «кроме воинской славы, у Свинтилы было много других истинно королевских достоинств: вера, благоразумие, трудолюбие, глубокие познания в юридических делах и решительность в управлении. В своей щедрости он был великодушен ко всем, и милосерден к бедным и нуждающимся. Таким образом, он являлся не просто правителем народа, но также мог называться отцом страждущих».

### Война с Византией

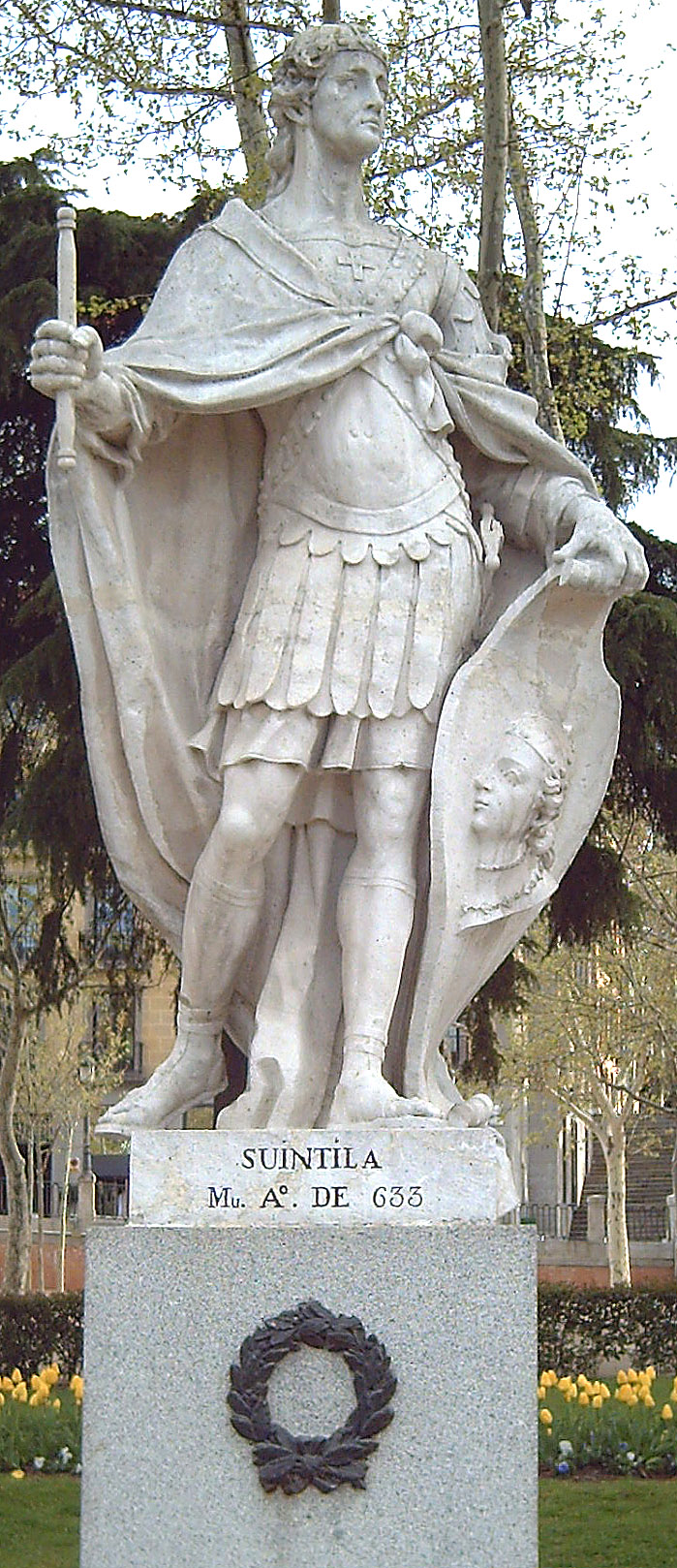
Скульптура Свинтилы из белого камня в парке Королевского дворца в Мадриде. Скульптор Бустос Хесус; между 1750 и 1753 годами

Похоже, изгнание византийцев с Пиренейского полуострова было первоочередной задачей нового короля. Сразу же по вступлении на престол, он начал новую войну с ними и захватил все города, которые византийская армия удерживала в Испании, в зоне средиземноморской береговой линии от Валенсии до Кадиса. В этой войне он пленил двух наместников византийцев, одного хитростью, другого силой. Война, скорее всего, завершились около 625 года, взятием и разрушением Картахены, последнего оплота византийцев на территории Пиренейского полуострова. Таким образом, Свинтила стал, по словам Исидора, первым королём, «властвовавшим над всей Испанией по эту сторону от Гибралтарского пролива». Мосарабская хроника также отмечает: «Его война с римлянами завершилась стремительной победой, и он завладел всей Испанией». Вестготское королевство обрело границы, не претерпевшие никаких изменений до самого крушения государства. Однако, Сеута, по ту сторону Гибралтарского пролива и Балеарские острова оставались византийскими.

### Разгром васконов
В начале правления Свинтилы васконы совершили набег на Тарраконскую Испанию. Свинтила успешно воевал с ними, вынудил этих горцев подчиниться своей власти, выдать заложников, и, на собственные средства, и своими руками построить город (или крепость) под названием Ологик (Олите, пров. Наварра), в который был поставлен вестготский гарнизон. Правда, хотя васконы и астуры (кантабры) формально и признали власть вестготского короля, но практически оставались независимыми в своих недоступных горах.

### Конфликты со знатью

Золотой триенс Свинтилы. Монетный двор Тукци (совр. Мартос). Вес — 1.38 г Диаметр — 20 мм. Надпись на аверсе: SUINTHILA RE (Свинтила король). Надпись на реверсе: IVSTVS TU:CI (Справедливый. Тукци)

Во внутренней политике Свинтила пытался усилить королевскую власть и ограничить влияние светских магнатов и высшего духовенства. В целях укрепления престола Свинтила, по словам Исидора Севильского, назначил соправителем своего сына Рикимера (Riccimirus), находящегося в юном возрасте. Однако надеждам Исидора, высказанных последним в конце своей хроники, на то, что Рикимер будет счастливо править после долгого правления своего отца, не суждено было сбыться; Рикимер, видимо, вскоре умер. Не сохранилось даже монет, подтверждающих совместное правление Свинтилы и молодого Рикимера.
Политика Свинтилы, направленная на урезание прав знати, вызвала её ответную реакцию. Франкский хронист Фредегар отмечает, что «Свинтила был очень грубым со своими приближенными и был ненавидим всеми знатными людьми своего королевства».
Свинтила продолжил антиеврейскую политику Сисебута, хотя, как кажется, и несколько смягчил её, что позволило части евреев вернуться в Испанию.

### Свержение с престола

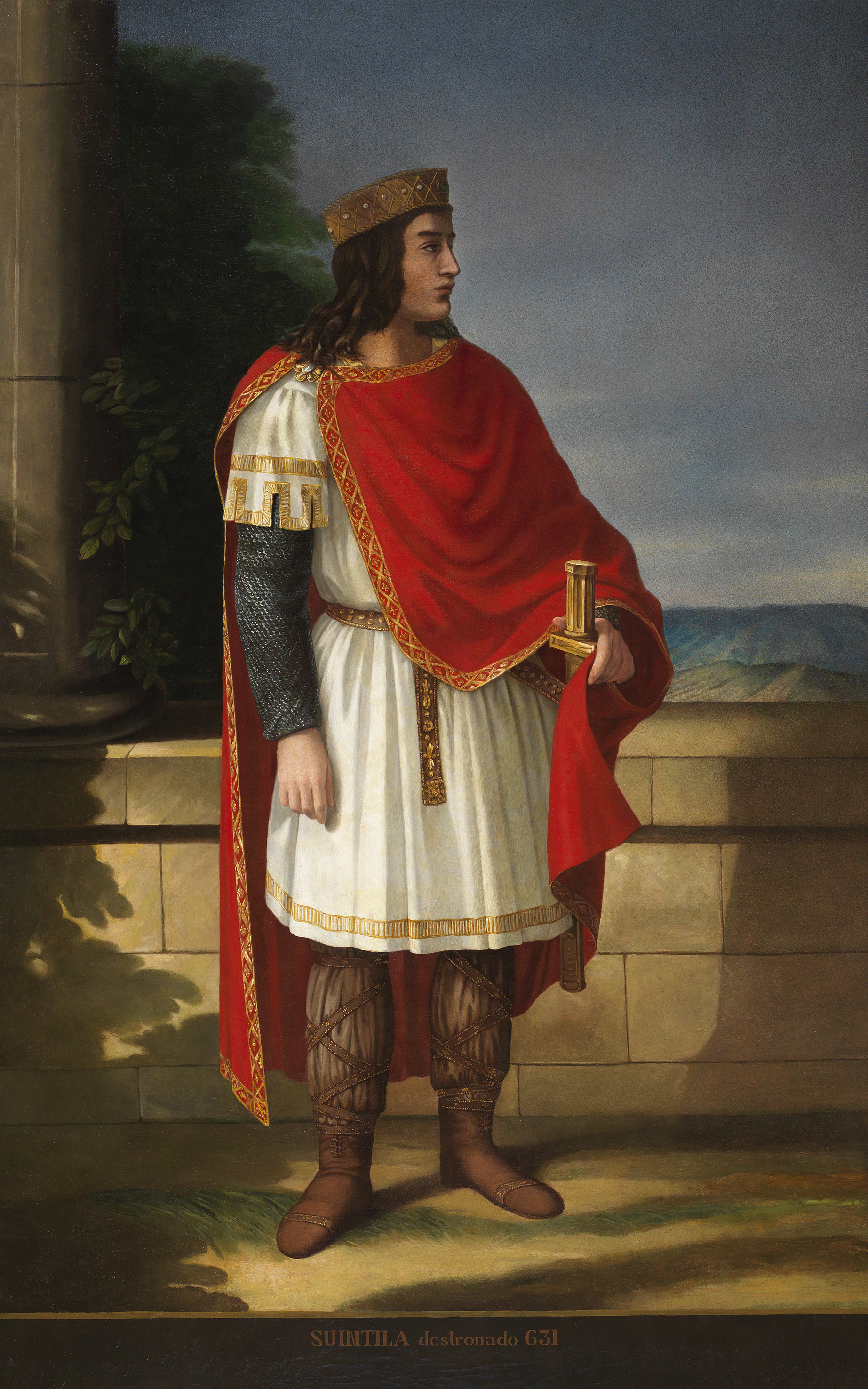
Свинтила — король вестготов. Картина художника Мануэль Миранда и Рендон. Написана в середине XIX века. Здание Конгресса депутатов Испании

В 631 году против Свинтилы выступила группировка знати под руководством Сисенанда, призвавшая на помощь франков. В обмен на помощь Сисенанд обещал дать королю франков Дагоберту I из сокровищницы вестготов великолепное золотое блюдо весом в 500 фунтов (почти 230 кг). В своё время, это блюдо было дано королю Торисмунду патрицием Аэцием за помощь вестготов в войне против гуннов. Как только в Испании стало известно, что франки идут на помощь Сисенанду, вся готская армия перешла на его сторону. Едва франкские полководцы дошли до Сарагоссы, как этот город сдался Сисенанду, а затем и все готы Вестготского королевства провозгласили Сисенанда королём. Свинтила был брошен своими сторонниками на произвол судьбы, от него отвернулся даже его брат Гейла. Мятежники направились к столице, Толедо, где 26 марта 631 года Сисенанд был провозглашён королём. Свинтилу вынудили отречься от престола, но все же избранный новым королём Сисенанд сохранил ему жизнь. Два года он находился в тюрьме, а после того как Четвёртый Толедский собор в 633 году узаконил провозглашение нового короля, свергнутый король вместе с женой и детьми был отправлен в ссылку, где вскоре и скончался.

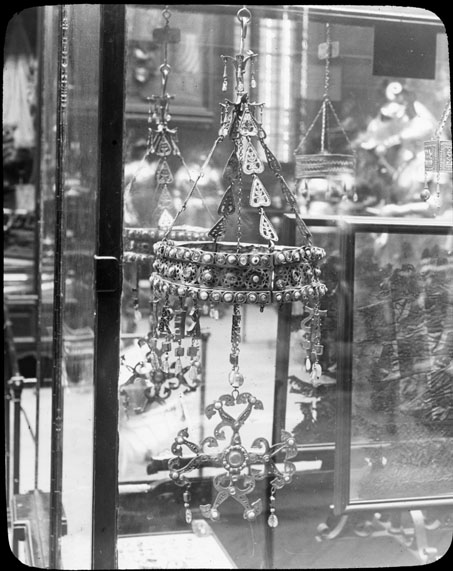
Вотивная корона Свинтилы в витрине музея. Фото до кражи

Между тем, нагруженные награбленным, франки вернулись на родину. Дагоберт послал посольство к королю Сисенанду, чтобы получить обещанное блюдо. Оно было вручено послам королём Сисенандом, но затем готы отобрали его силой и не позволили увезти. После долгих переговоров Дагоберт получил от Сисенанда в качестве компенсации за потерю блюда 200 тысяч солидов; по тем временам это была очень большая сумма.
Причины восстания знати остаются неизвестными. Четвертый Толедский собор обвинил свергнутого короля в жадности: якобы, он и его семья обогащались за счёт бедняков, что, конечно, не соответствует действительности, так как Исидор восхвалял щедрость Свинтилы по отношению к представителям низших классов.
Свинтила правил 10 лет и умер между 633 и 635 годами. Правление Свинтилы было последним, что осветил в своей хронике Исидор Севильский, да и то не весь период, а только первые пять лет. Золотая корона Свинтилы, принесённая в дар церкви, была найдена в Гваррасаре (провинция Толедо).